# Gyponyx chinensis
Gyponyx chinensis là một loài bọ cánh cứng trong họ Cleridae. Loài này được Fabricius miêu tả khoa học năm 1794.